# オットー (ブラウンシュヴァイク＝リューネブルク公)
オットー温和公（ドイツ語：Otto der Milde, 1292年6月24日 - 1344年8月30日）は、ブラウンシュヴァイク＝リューネブルク公（在位：1318年 - 1344年）。公領内のうちヴォルフェンビュッテル侯領およびゲッティンゲン侯領を領した。

## 生涯
オットーはブラウンシュヴァイク＝リューネブルク公アルブレヒト2世の長男である。1318年に父アルブレヒト2世が死去し、オットーとその弟らがその領地を継承し、オットーは弟らが成年に達するまで後見人となった。1323年、妻の権利によりブランデンブルクからアルトマルクを手に入れた。しかし、アルトマルクの統治を確立させることができなかったため、1343年に売却した。
オットーは1344年にゲッティンゲンで死去し、弟らが領地を継承した。

## 家族
最初に、ヘッセン方伯ハインリヒ1世の娘ユッタ（1317年没）と結婚した。また、1319年にブランデンブルク＝ザルツヴェーデル辺境伯ヘルマンの娘アグネス（1297年 - 1334年）と再婚した。最初の結婚で娘アグネス（1371年没）をもうけた。